# Max Heider
Max Heider (* 31. Januar 1922 in Ichenhausen, Bayern; † 10. Januar 1975 in Graz) war ein deutscher Dirigent.

## Leben und musikalischer Werdegang
Max Heider (Max-Hermann Heider) stammt aus einer musikbegeisterten Kaufmannsfamilie, zu deren Bekanntenkreis unter anderem auch der Komponist Hans Pfitzner gehörte. Pfitzner förderte früh die musikalische Entwicklung von Heider und vermittelte ihn nach Graz zu Hermann von Schmeidel ans dortige Landeskonservatorium (heute Johann-Joseph-Fux-Konservatorium Graz). Heider studierte auch Dirigieren bei Oswald Kabasta, Hans Pfitzner und Hans Knappertsbusch. Sein Kapellmeister-Diplom erwarb er 1942 an der Musikhochschule Berlin (heute Universität der Künste Berlin). Nach dem Zweiten Weltkrieg arbeitete er als Korrepetitor und Kapellmeister. Ab 1953 leitete Heider die Musikschule Kapfenberg (bis 1970) und war musikalischer Leiter der Kapfenberger Kulturtage. Zwischen 1958 und 1962 war er in den Sommermonaten Assistent des Dirigenten Hans Rosbaud. Ab 1962 unterrichtete er Dirigieren am Landeskonservatorium Graz (heute Johann-Joseph-Fux-Konservatorium Graz). Nach dessen Erhebung zur Akademie für Musik und darstellenden Kunst (heute Universität für Musik und darstellende Kunst Graz) leitete er dort die Dirigierklasse. Zu seinen Schülern zählen u. a. Hans Graf und Dieter Glawischnig. An der Musikakademie gründete er auch das Collegium musicum instrumentale, ein auf neue Musik spezialisiertes Kammerorchester. Max Heider starb 1975 in Graz.

## Leistung
Max Heider war ein Spezialist für neue Musik. Mit dem Collegium musicum instrumentale übernahm er in den 1960er Jahren zahlreiche Uraufführungen und Österreichische Erstaufführungen in der Konzertreihe Studio für Probleme zeitlich naher Musik. Auch im musikprotokoll im Rahmen des steirischen herbst dirigierte Heider regelmäßig neue Werke, etwa von György Ligeti, Luciano Berio, Darius Milhaud, Egon Wellesz oder John Cage. Ende der 1960er Jahre setzte sich Heider für die Einrichtung eines Lehrganges „Aufnahmeleiter und Toningenieure“ ein. Dieser Lehrgang ist im 1970/71 erstmals im Studienführer der Musikhochschule Graz zu finden, im Herbst 1973 wurde er als gemeinsamer Studiengang „Toningenieurstudium“ der Musikhochschule und der Technischen Hochschule Graz (heute Technische Universität Graz) weiterentwickelt.

## Schriften
- Max Heider: „Aus der täglichen Praxis: Dirigent und Konzertmeister“, in: Violinspiel und Violinmusik in Geschichte und Gegenwart. Bericht über den Internationalen Kongress am Institut für Aufführungspraxis der Hochschule für Musik und darstellende Kunst in Graz vom 25. Juni bis 2. Juli 1972, hg. von Vera Schwarz. Wien, Universal Edition 1975, S. 270–273.
- Max Heider: Nachgelassene Schriften eines Dirigenten, hg. v. Erich Marckhl, Elfriede Rötzer Verlag, Eisenstadt 1979.